# Pogroms durant la guerre civile russe
Les pogroms durant la guerre civile russe ont été une vague de meurtres de masse de Juifs, principalement en Ukraine, pendant la guerre civile russe. Dans les années 1918-1920, il y a eu 1 500 pogroms dans plus de 1 300 localités, au cours desquels jusqu'à 250 000 personnes ont été assassinées. Toutes les forces armées opérant en Ukraine ont été impliquées dans ces massacres, en particulier l'armée populaire ukrainienne anticommuniste et les forces armées de la Russie du Sud. On estime que plus d'un million de personnes ont subi des pertes matérielles, que 50 000 à 300 000 enfants sont devenus orphelins et qu'un demi-million de personnes ont été chassées de leur domicile ou l'ont fui.

## Contexte historique
À partir de 1791, les Juifs vivant dans l'Empire russe étaient presque exclusivement autorisés à vivre dans la Zone de résidence, dans la partie occidentale du pays. Il leur était également interdit d'occuper des postes dans l'État et dans la fonction publique. Dans les années 1881-1884 et 1903-1906, de vastes vagues de pogroms ont eu lieu.
Pendant la Première Guerre mondiale, près d'un demi-million de Juifs ont combattu dans l'armée impériale russe. Cependant, le commandement de l'armée russe avait des préjugés à l'égard des Juifs. Les officiers de l'Académie étaient convaincus que les Juifs sapaient le pouvoir du tsar, leur reprochaient de ne pas reconnaître Dieu en Jésus de Nazareth et les stigmatisaient en tant qu'étrangers. Pendant la guerre, une grande partie de la population russe reprochait aux Juifs d'être à l'origine des pénuries alimentaires et de l'inflation des prix, ou de répandre des rumeurs sur le manque d'armes, bien qu'il s'agisse de l'un des secrets publics les plus connus. La situation s'est compliquée avec la création en Allemagne du "Comité allemand pour la libération des Juifs russes", dont les fondateurs voyaient dans la guerre avec la Russie un moyen de libérer les Juifs russes de l'autocratie tsariste.
Lors du retrait des troupes russes du Royaume du Congrès en 1915, sous la pression des puissances centrales, le commandement militaire a déporté 250 000 Juifs en Russie. 350 000 autres réfugiés s'ajoutent à ce nombre. Leurs biens sont fréquemment pillés. Les nouveaux arrivants ne bénéficient d'aucune sécurité juridique dans leurs nouveaux foyers. La dispersion de la population sur les territoires de plusieurs pays et la division des forces pendant la Première Guerre mondiale ont fait que les Juifs se sont retrouvés de différents côtés du front. Dans chacun de ces camps, ils étaient collectivement accusés de favoriser l'ennemi, y compris d'espionner pour le compte de l'armée adverse. Les personnes soupçonnées d'espionnage étaient généralement pendues sans procès. Selon l'historien Peter Kenez, la plupart des accusations de désertion, après avoir été exécutées, se sont révélées fausses. La montée de l'antisémitisme a provoqué des pogroms à Stanyslaviv, Tchernivtsi et Ternopil, lors du retrait des troupes russes de la région. Après le renversement du tsar le 2 avril 1917, le gouvernement provisoire d'Alexandre Kerensky abolit la zone de peuplement et supprime les restrictions imposées aux minorités nationales et religieuses. Ces décisions ont non seulement permis l'épanouissement de la vie culturelle et politique juive, mais ont également incité de nombreux Juifs à soutenir avec enthousiasme le gouvernement de Kerensky. À l'époque, le mouvement politique le plus soutenu est le sionisme, qui compte 300 000 membres. En 1917, 34 000 personnes appartenaient au l'Union générale des travailleurs juifs. Dans le même temps, le soutien au communisme est faible : le recensement du parti communiste russe de 1922 montre qu'avant 1917, seuls 958 membres étaient d'origine juive. La plupart des Juifs russes n'avaient aucune raison de soutenir le communisme : le gouvernement de Kerensky, qui leur accordait l'égalité et considérait favorablement leur développement culturel, les satisfaisait pleinement, et le communisme, en tant qu'idéologie athée opposée à l'entreprise privée, allait à l'encontre du judaïsme et des moyens de subsistance de nombreux Juifs.

## Les premiers grands pogroms (1917-1918)
La violence antisémite a augmenté de façon spectaculaire au cours de la première guerre mondiale en 1914. Avec le début de la guerre civile russe opposant les forces bolcheviques de l'Armée rouge aux forces antibolcheviques de l'Armée blanche, un grand nombre d'armes sont tombées entre les mains de forces armées irrégulières, et les autorités civiles ainsi que les liens sociaux traditionnels se sont affaiblis. Dans ce contexte, les Juifs sont devenus une cible particulière des attaques. Des propos antisémites, tels que la croyance en une conspiration juive internationale, ont été largement diffusés.
Presque toutes les initiatives militaires ou politiques contre les bolcheviks en Ukraine ont adopté une rhétorique antisémite. L'historien Peter Kenez a affirmé que l'antisémitisme était un point central de l'idéologie du mouvement blanc antibolchevique, atteignant pendant la période révolutionnaire et la guerre civile un fanatisme comparable à celui du mouvement nazi ultérieur. En désaccord, les historiens Richard Pipes et Orlando Figes ont affirmé que l'activité antisémite du mouvement blanc était avant tout motivée par un sentiment nationaliste et par l'appât du gain. L'historien Oleg Budnitskii a déclaré que les activités antisémites de la guerre civile avaient été attisées par des années d'antisémitisme dans l'armée pendant la Première Guerre mondiale ; considérant les Juifs comme des étrangers déloyaux, les autorités russes impériales ont déporté des centaines de milliers de Juifs des zones proches de la ligne de front, ce qui a provoqué de fréquents pogroms contre les personnes déportées.
L'antisémitisme a encore augmenté après la révolution de février 1917 et n'a pas diminué après la révolution d'octobre. Entre novembre et décembre 1917, des pogroms antisémites ont eu lieu dans soixante villes, dont Bender, Tiraspol, Kharkiv, Kiev et Vitebsk.
En janvier 1918, la Rada centrale promulgue une déclaration d'indépendance (en) de la République populaire d'Ukraine. Sur le territoire qui fera plus tard partie de l'Union soviétique, c'est en Ukraine que vit le plus grand nombre de Juifs (1,6 million sur 2,6 millions). La Rada centrale, qui avait soutenu l'autonomie ukrainienne, s'oppose cette fois à la séparation d'avec la Russie. D'autres partis socialistes s'abstiennent de soutenir la déclaration. Le mouvement national ukrainien est exaspéré par l'absence de soutien à l'indépendance.
Dès le milieu du mois, des pogroms ont lieu à Bratslav, accompagnés de pillages et d'incendies criminels. Le 20 janvier à Kiev, au cours des combats entre les nationalistes ukrainiens et les forces soviétiques, plus d'une centaine de Juifs sont tués et les magasins juifs sont pillés. Les nationalistes ukrainiens arrêtent les membres du premier Congrès panrusse des combattants juifs et abattent un organisateur de l'Union ukrainienne des combattants juifs, I. Gogol.
Dans certains cas, les communistes considéraient la communauté juive comme la bourgeoisie, leurs ennemis de classe. Lors du retrait de l'Armée rouge de la province de Tchernihiv au printemps 1918, l'Armée rouge, motivée par la "lutte contre la bourgeoisie", a commis des pogroms contre les Juifs. On pense que les forces soviétiques en retraite ont été responsables d'un pogrom brutal les 7 et 8 mars à Tchernihiv et Hlukhiv, où environ 400 résidents juifs, dont de nombreux enfants, ont été assassinés en deux jours. Pendant la période de la guerre civile, on estime que les bolcheviks ont été responsables de 9 % des pogroms, les forces du mouvement blanc de 17 %, les nationalistes ukrainiens de 50 %, et les groupes non affiliés du reste.

En avril 1918, à la suite d'un coup d'État en accord avec les puissances centrales, le chef militaire Pavlo Skoropadsky s'est emparé du pouvoir et a établi l'État ukrainien. À cette époque, les autorités publient des proclamations qui accusent collectivement les Juifs de propager un sentiment anti-allemand et de participer au marché noir. En mars 1918, à Kiev, lors de la prise de la ville par les forces germano-ukrainiennes, des haidamaks du 3e régiment d'infanterie Haydamatsky (uk) capturent et fusillent des Juifs. Des meurtres sont également commis à Kremenchouk et à Hoholeve.

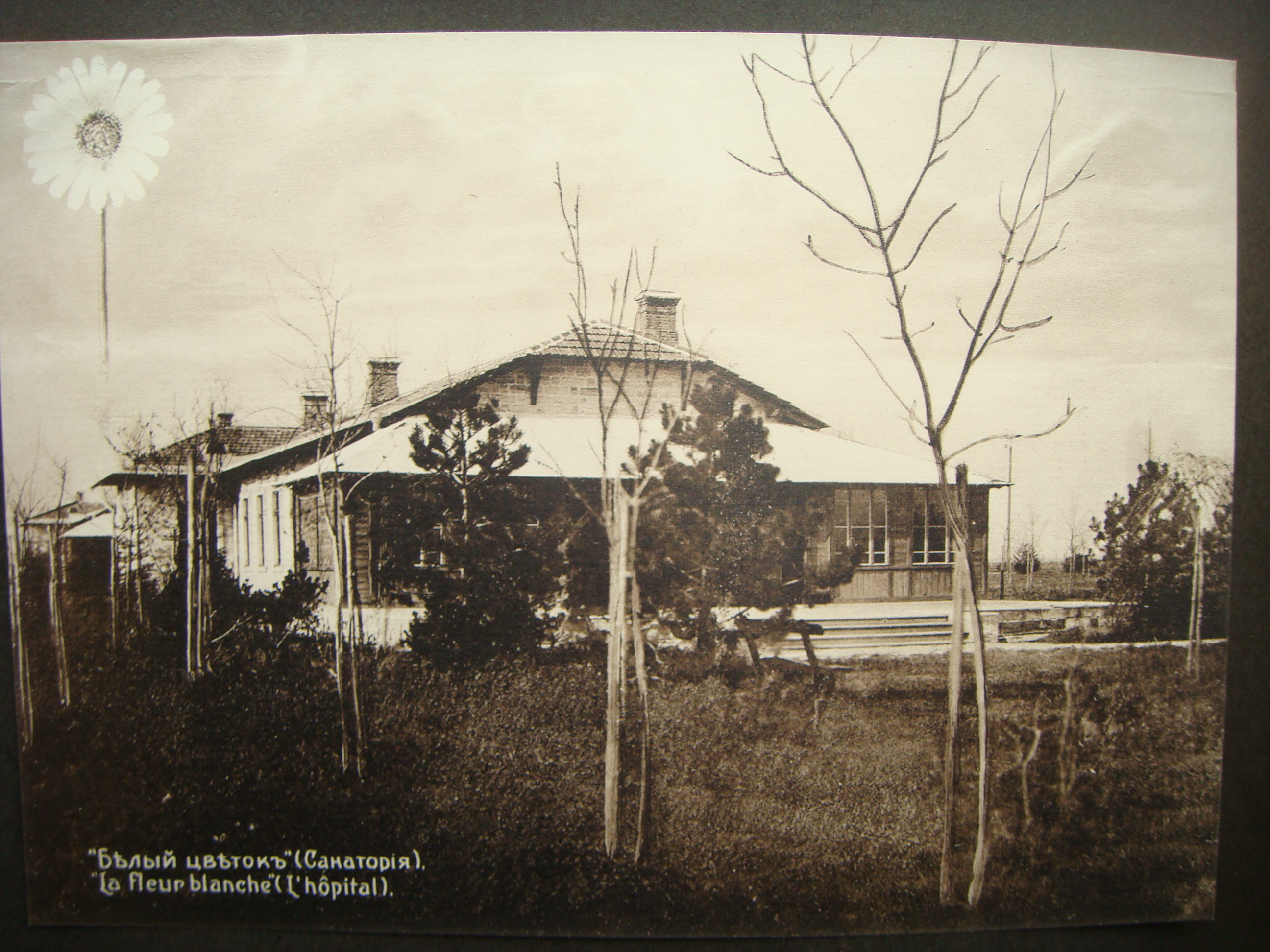
Photo du sanatorium "White Flower", qui protégeait les Juifs des soldats antisémites de l'Armée rouge.

En novembre 1918, la guerre polono-ukrainienne éclate. Après la prise de Lviv (alors Lwów ou Lemberg) par l'armée polonaise, 72 Juifs ont été tués par une foule polonaise comprenant des soldats polonais. Le rapport indique qu'à Lviv « des éléments peu recommandables [de l'armée polonaise] ont pillé à hauteur de plusieurs millions de couronnes les habitations et les magasins du quartier juif, et n'ont pas hésité à assassiner lorsqu'ils ont rencontré une résistance ». D'autres événements survenus en Pologne se sont avérés par la suite exagérés, en particulier par des journaux contemporains tels que le New York Times, bien que de graves abus contre les Juifs, y compris des pogroms, se soient poursuivis ailleurs, en particulier en Ukraine. L'inquiétude suscitée par le sort des Juifs de Pologne s'est traduite par une série de clauses explicites dans le traité de Versailles protégeant les droits des minorités en Pologne,,. En 1921, la Constitution de mars de la Pologne accorde aux Juifs les mêmes droits juridiques qu'aux autres citoyens et leur garantit la tolérance religieuse.
Au total, au cours des années 1917 et 1918, il y a eu 90 pogroms, dont la plupart se sont produits entre août et octobre 1917 et entre mars et mai 1918.

## Pogroms ukrainiens (janvier-juillet 1919)
En novembre 1918, l'Hetmanat ukrainien est remplacé par le Directoire d'Ukraine et, le 22 janvier 1919, la République populaire d'Ukraine rétablie procède à l'unification avec la République populaire d'Ukraine occidentale. En février, Symon Petlioura devient président du Directoire. Parallèlement, à partir de janvier 1919, l'Armée rouge commence à envahir l'Ukraine par l'est. Afin d'intégrer ses propres troupes, le Directorat a recours à l'agitation antisémite. Des pogroms sont lancés à grande échelle dans les endroits où les nationalistes ukrainiens se sentent menacés. À l'été 1919, les différentes forces ukrainiennes avaient assassiné plus de 30 000 civils juifs.
A la mi-janvier 1919, les troupes d'Oles Kozyr-Zirka (uk) stationnées à Ovroutch tuent 80 habitants et pillent environ 1 200 maisons. L'ataman accuse les Juifs qui se sont rassemblés sur la place du marché "d'être des bolcheviks" et demande une forte rançon. Malgré la perception d'un tribut, l'ordre d'arrêter le pogrom n'est pas respecté. Les événements n'ont pris fin qu'avec le retrait des troupes de l'ataman sous la pression des bolcheviks. À la même époque, à Jytomyr, des soldats, rejoints par des paysans des villages voisins, déclenchent un pogrom, tuant 80 personnes et pillant les biens. Deux mois plus tard, lors de la prise de la ville par l'Armée populaire ukrainienne, une rumeur s'est répandue parmi les soldats selon laquelle 1 300 chrétiens auraient été assassinés par des Juifs. Cette rumeur s'appuyait sur le meurtre de 22 personnes par les bolcheviks, qui avait en fait compté des victimes juives. Une délégation de fonctionnaires municipaux réussit à convaincre les commandants que l'accusation était fausse, mais il était trop tard pour convaincre les simples soldats. Malgré la fuite de nombreux Juifs de la ville, le pogrom, qui a duré cinq jours, a fait 317 morts et de nombreux blessés. De nombreux Juifs ont été sauvés par des habitants chrétiens de la ville, qui les ont hébergés. Le pogrom a cessé avec la reprise de la ville par les troupes bolcheviques le 24 mars.

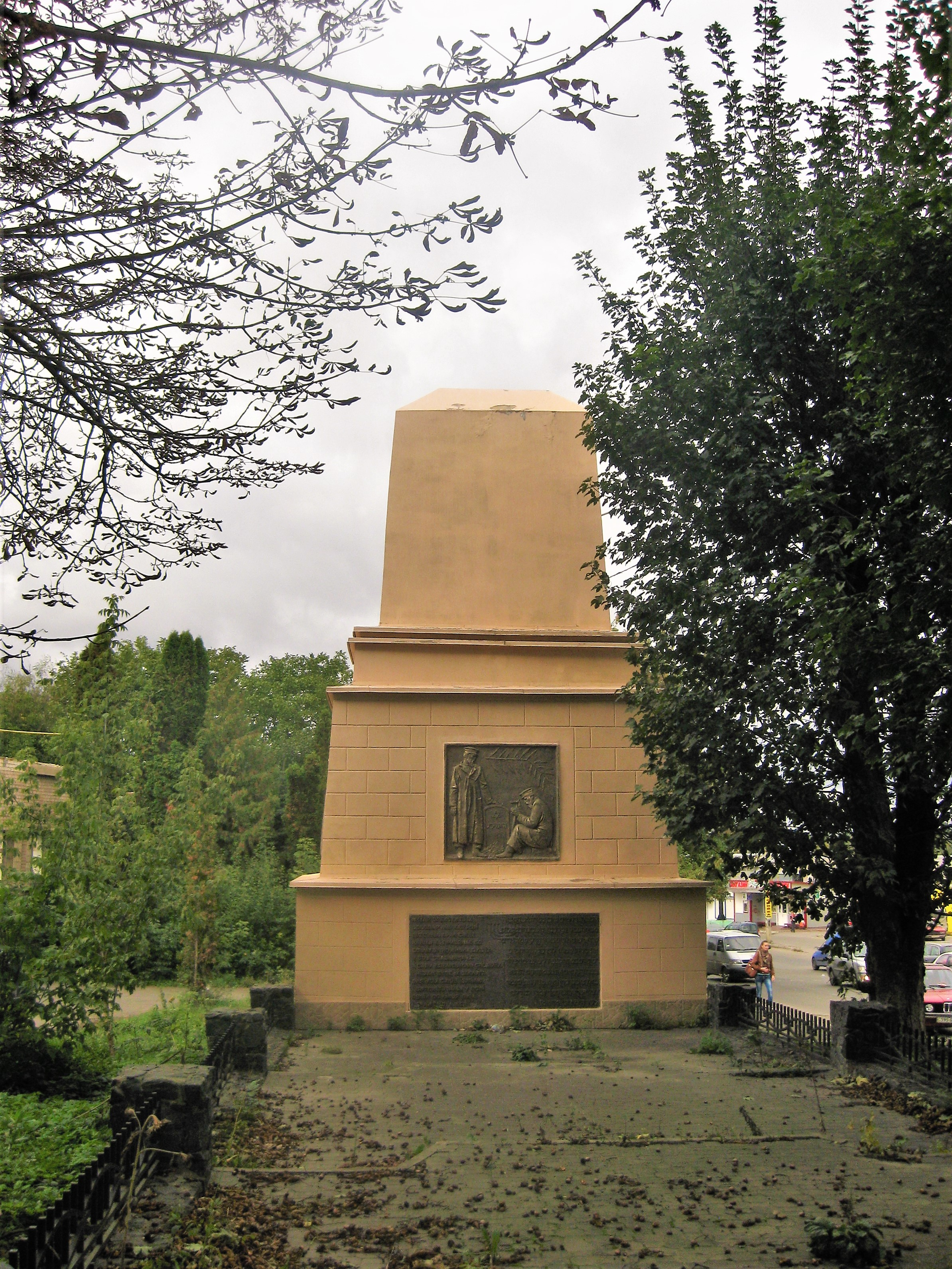
Monument aux victimes du pogrom de Proskuriv à Khmelnytskyi.

Les massacres de février à Proskuriv et à Felsztyn (uk) dans la province de Podolie comptent parmi les actes de violence antisémite les plus sanglants de la guerre en Ukraine. À Proskuriv, les bolcheviks locaux ont planifié un soulèvement armé le 15 février. Malgré l'opposition des partis socialistes juifs et les avertissements de la garde municipale, et sans consulter les habitants, les bolcheviks sont allés de l'avant avec leur tentative de coup d'État. Mais ils sont rapidement défaits par l'armée cosaque. Le chef de la brigade stationnée, Ivan Semesenko, prononce alors un discours devant les soldats dans lequel il rend les Juifs responsables des incidents, les qualifie d'« ennemis les plus dangereux des Ukrainiens et des Cosaques » et ordonne leur « extermination ». Les cosaques font irruption dans les maisons juives et massacrent des familles entières pendant trois heures. Le pogrom est arrêté grâce à l'intervention du commandant du front. Cependant, 1 200 à 1 400 personnes sont tuées et 300 blessés meurent peu après. Dans les jours qui suivent, l'ataman émet une proclamation sur la rhétorique antisémite, et seule la perception de la rançon écarte la menace d'une reprise du pogrom.
Quelques rebelles bolcheviques tentent de s'emparer de la ville voisine de Felsztyn, mais ils se dispersent après avoir appris la défaite de l'insurrection de Proskuriv. Cet épisode terrifie les habitants juifs de la ville. Le 17 février, plusieurs centaines de Cosaques encerclent Felsztyn et le lendemain matin, ils déclenchent un massacre. Les soldats tuent les habitants dans leurs maisons ou après les avoir traînés dans la rue, et pillent les maisons et les magasins. De nombreux viols ont également été commis. Selon un témoin oculaire, le chef du bureau de poste et de télégraphe n'a pas réagi aux incidents, bien qu'il en ait eu connaissance. Le pogrom, qui a duré plusieurs heures, a fait 600 victimes sur les 1 900 habitants juifs de la ville.
Entre février et avril, des combats opposent les cosaques aux bolcheviks dans la région de Balta. Chaque prise de pouvoir par les Ukrainiens donne lieu à un pogrom. Au total, 100 à 120 habitants juifs ont trouvé la mort et presque toutes les maisons et les magasins ont été dévastés.
Les pogroms se répètent souvent aux mêmes endroits. Entre mai 1919 et mars 1921, il y a eu 11 à 14 émeutes à Bratslav, au cours desquelles plus de 200 Juifs ont été tués et 1 200 personnes ont perdu leur maison. À son tour, lors du pogrom de Tchernobyl, qui a duré du 7 avril au 2 mai, 150 résidents juifs ont été tués par les forces d'Ilko Struk (uk) et la plupart de leurs biens ont été détruits. Il y a également eu des cas de capture de passagers juifs sur des bateaux. Le 7 avril, les navires "Baron Ginsburg" et "Kozak" sur le Dniepr ont été capturés par les forces de Viktor Klymenko (uk). Une centaine de Juifs ont été séparés du reste des passagers et se sont noyés dans le fleuve.

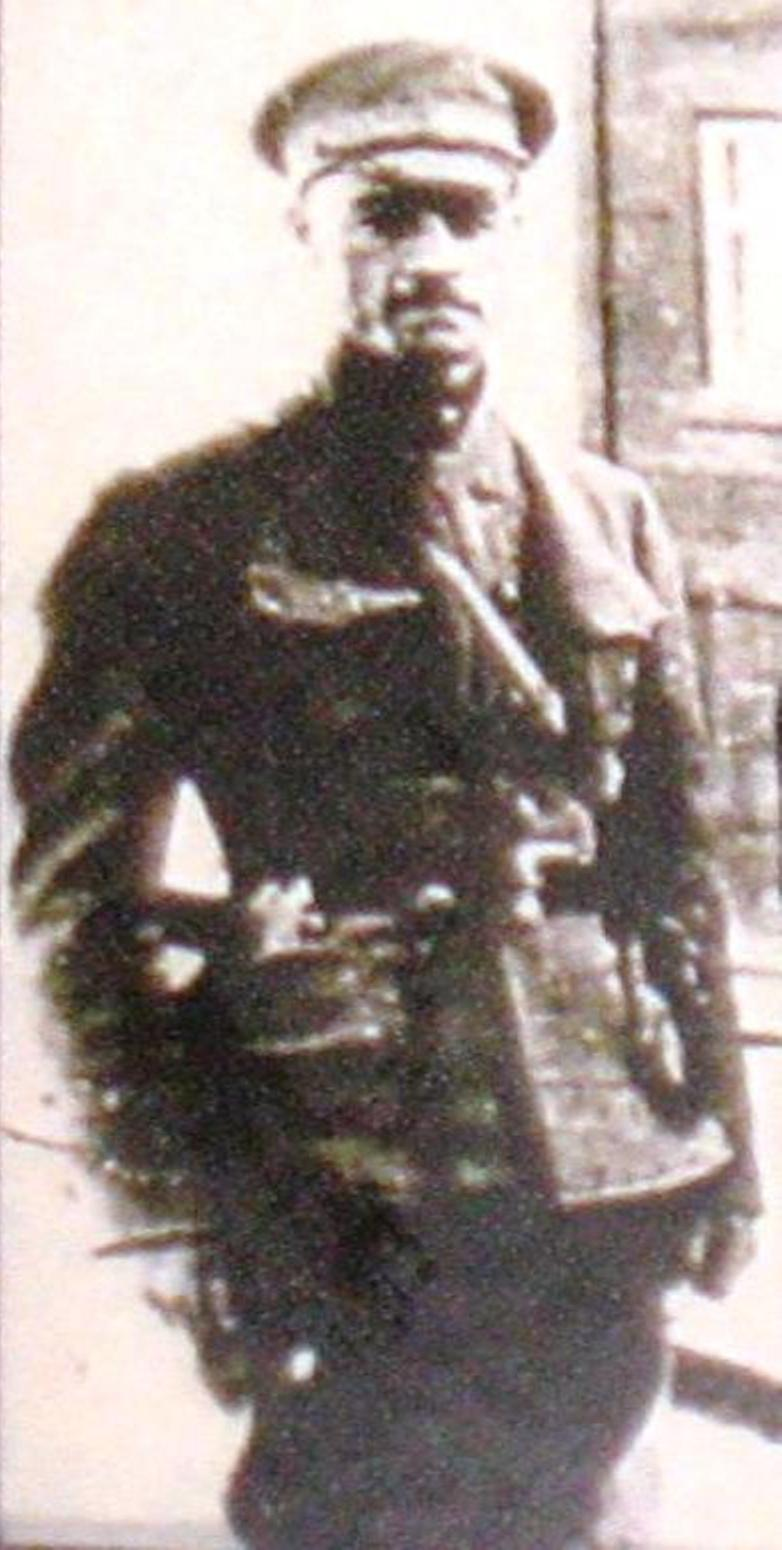
Nikifor Grigoriev, l'ataman qui a supervisé les pogroms antisémites à Kherson.

En mai, la violence s'est accrue. Le 10 mai, des raiders tuent 258 personnes et en blessent 150 dans le village de Kryve Ozero. Les forces de Nikifor Grigoriev se montrent particulièrement cruelles. Dans un premier temps, elles reconnaissent le commandement de l'Armée rouge et, avec ses troupes, mènent en mars et avril 1919 des opérations visant à prendre Kherson, Mykolaïv et Odessa aux Alliés. Mais au début du mois de mai, Hryhoriv lance un soulèvement antibolchevique (en). Il publie un "Universel", dans lequel il appelle au renversement de la République soviétique d'Ukraine, qu'il qualifie d'"« étrangers venus de Moscou et du pays où le Christ a été crucifié ». En peu de temps, ses troupes commettent une série de massacres.
Après la prise de Trostianets le 10 mai, les résidents juifs sont emmenés dans le bâtiment du commissariat de police. Au même moment, lors d'une réunion du conseil municipal, une rumeur se répand sur la prétendue libération des secours juifs des environs. La foule en colère se dirige vers le bâtiment du commissariat de police, sur lequel elle tire et lance des grenades à l'intérieur, avant de tuer les blessés. De 342 à plus de 400 Juifs trouvent la mort. Dans le même temps, les biens sont pillés et les femmes violées. Entre le 15 et le 22 mai, un pogrom a lieu à Oleksandrivka, à la suite d'une agitation antisémite déchaînée. Les troupes de Hryhoriv, ainsi qu'une partie de la population locale, y tuent plus de 210 habitants. Peu après, la famine et l'épidémie de typhus se sont déclarées dans le village.
Le pogrom le plus sanglant de cette période a lieu à Yelysavethrad, qui est repris le 10 mai par les troupes de Hryhoriv. Son "Universel" est distribué dans les rues et l'agitation commence. Le 15 mai, les soldats déclenchent un pogrom. Dans un cas typique, un groupe de plusieurs soldats, après avoir envahi une maison, assassine ses habitants et pille les biens de valeur. La maison est ensuite investie par une foule qui pille le reste des biens en les chargeant sur des charrettes. Au cours de ces trois jours de massacre, entre 1 300 et 3 000 personnes ont trouvé la mort, malgré les nombreux cas où des chrétiens ont caché leurs voisins juifs. La quasi-totalité des 50 000 habitants juifs de Yelysavethrad ont sombré dans la pauvreté. Les hôpitaux sont surchargés de blessés et la famine s'installe. Des soldats rouges sont envoyés pour reprendre Yelysavethrad, mais ils se joignent ensuite au pogrom. Le pogrom de Tcherkassy se déroule de la même façon : le 15 mai, les troupes de Hryhoriv commencent à piller les maisons juives et à tuer leurs habitants. Bientôt, certains habitants de la ville se joignent aux attaquants. Bien que certains chrétiens aient caché leurs voisins juifs, 700 personnes ont trouvé la mort au cours de ce pogrom de cinq jours.
Parmi les autres pogroms commis en mai par les troupes de Hryhoriv, on peut citer les massacres de Katerynoslav (150 morts), de Kodyma (120 morts), de  et d'Oleksandrivka-Fundukliyivka (plus de 160 morts).
À Ouman, 35 000 des 60 000 habitants de la ville étaient juifs. Cependant, à l'époque tsariste, les postes administratifs étaient occupés par des chrétiens. L'arrivée du régime soviétique en mars 1919 a incité certains Juifs à rejoindre les autorités. Ce changement fait que les Juifs sont collectivement accusés d'être responsables de la politique soviétique de réquisition des denrées alimentaires. Le 10 mai, un soulèvement antibolchevique éclate et les troupes de Hryhoriv s'emparent bientôt de la ville. Elles effectuent des perquisitions dans les maisons, prétendant rechercher des "communistes". En réalité, des Juifs furent assassinés au hasard, et les communistes non juifs ne furent pas inquiétés. Au cours de ces dix jours de pogrom, 300 à 400 personnes ont trouvé la mort. Certains habitants chrétiens ont caché leurs voisins juifs. Les paysans ukrainiens refusent également de vendre de la nourriture aux Juifs. Le pogrom prend finalement fin grâce à l'intervention du 7e régiment soviétique, mais trois jours plus tard, le régiment reçoit l'ordre de changer d'endroit, et Ouman passe sous le contrôle du 8e régiment soviétique ukrainien. Le 8e régiment commet un nouveau pogrom après avoir pris le pouvoir. 150 Juifs sont tués par les Rouges au cours des six semaines suivantes. Le 3 juillet, le 8e régiment est remplacé par le 1er régiment de cavalerie soviétique ukrainien de Fedor Gribenko, qui commet un autre pogrom de même ampleur. Deux jours plus tard, le 4e régiment international, composé non seulement d'Ukrainiens, de Russes et de Juifs, mais aussi de volontaires étrangers venus de Chine, de Hongrie et d'Allemagne, prend le contrôle de la ville. L'arrivée de ce régiment marque la fin des pogroms à Ouman.
La situation est assez similaire dans le Lityn multiethnique. L'avènement du pouvoir soviétique a ouvert aux Juifs la possibilité d'entrer au gouvernement, ce dont certains ont profité. Au départ, il n'y a pas de conflits ethniques entre les habitants. Cependant, lorsque les troupes de Yakiv Shepel (uk) s'emparent de la ville le 14 mai, elles déclenchent un pogrom au cours duquel 100 à 120 personnes sont assassinées. On note également que les paysans refusent de vendre de la nourriture aux Juifs.
Le 12 mai, les troupes d'Ananiy Volnets (uk) s'emparent de Haïssyn. 340-350 habitants juifs de la ville meurent dans le pogrom qu'ils ont commis. Les violences cessent grâce à l'appel des intellectuels russes. À Radomyshl, les unités paysannes de Dmytro Sokolovskiy (uk) déclenchent à leur tour une série de pogroms qui font entre 400 et 1 000 victimes. Le pogrom le plus grave commis par les forces ukrainiennes en juillet est le massacre de Tulchyn. Le 14 juillet, les assaillants tuent 519 habitants juifs de la ville. D'autre part, la prise de Holoskiv  par les troupes de l'ataman Kozakov coûte la vie à 95 Juifs, et la majeure partie de la localité est dévastée. À la fin du mois, Ouman est à nouveau encerclée. Le 29 juillet, un groupe de haydamaks s'empare de la ville et déclenche un pogrom, tuant 150 personnes.
Le 15 juillet, le dix-septième jour de Tammuz dans le calendrier hébraïque, les habitants de Slovechno, dans l'actuelle région de Zhytomyr, se sont retournés contre leurs voisins juifs après avoir entendu de fausses rumeurs selon lesquelles les Juifs prévoyaient d'attaquer les Gentils, de convertir les églises en synagogues et de forcer les Gentils à se convertir au judaïsme par la pression. Plus de 60 civils juifs ont été tués lors du pogrom qui a suivi et 45 à 100 ont été blessés.
Il existait une unité d'autodéfense juive à Pohrebychtche. Cependant, lorsque les forces de Danylo Terpylo (en) s'emparent de la ville le 18 août, la résistance juive s'effondre. Des groupes armés prennent Pohrebyshche d'assaut et tuent 350 à 400 de ses habitants juifs en l'espace de quelques heures. Le même mois, dans la ville de Justingrad-Sokolivka, les forces de Terpylo enlèvent 150 Juifs et exigent le versement d'une forte rançon. La somme demandée n'a pas pu être réunie et presque tous les otages ont été assassinés.

## Pogroms blancs (septembre-décembre 1919)
De nombreux Juifs s'opposent à la collectivisation et placent leurs espoirs dans l'avancée du mouvement blanc. Ayant connu les pogroms ukrainiens, ils étaient prêts à renoncer à leur autonomie en faveur d'une vie vivable et d'un retour à l'état de droit.

En septembre 1919, des unités cosaques de l'armée des volontaires s'emparent de Fastiv. Entre le 23 et le 26 septembre, elles ont perpétré un massacre au cours duquel 1 300 à 1 800 Juifs ont trouvé la mort. De nombreuses familles ont été brûlées vives dans leurs propres maisons. Les enfants et ceux qui se cachaient dans les synagogues ont également été tués. Des viols collectifs et des pillages ont également eu lieu. Les autorités militaires ont ordonné l'arrêt du pogrom, mais le quartier juif de la ville a été ruiné.

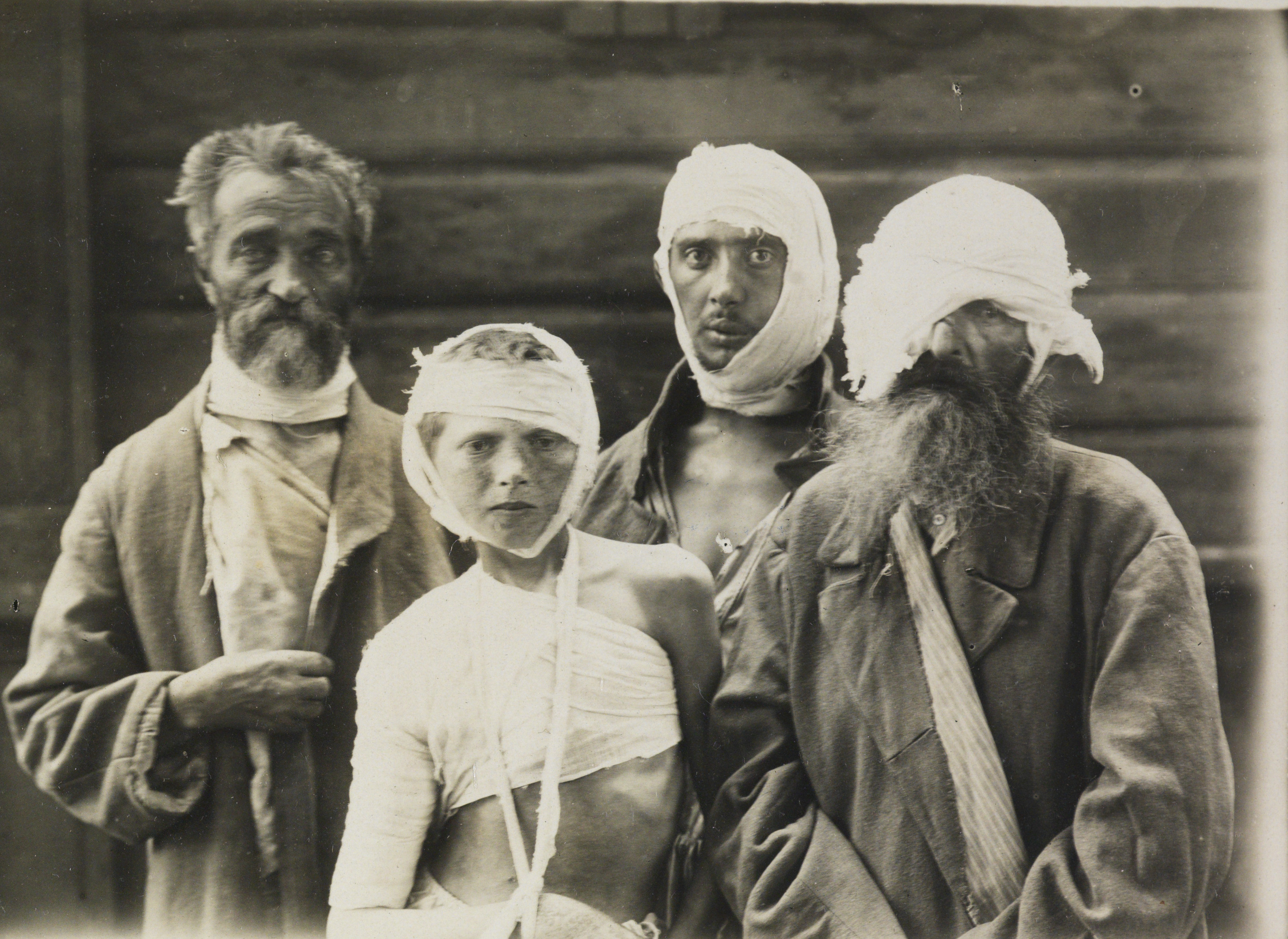
Victimes d'un pogrom perpétré par les forces ukrainiennes à Khodorkiv, 1919

Trois semaines plus tard, les forces de l'armée des volontaires repoussent les bolcheviks hors de Kiev. Après l'entrée de l'armée dans la ville, le 16 octobre, un pogrom éclate. Les assaillants pénètrent dans les maisons, pillent les biens et assassinent des Juifs. Au plus fort des émeutes, les journaux des Cent-Noirs publient un article accusant les Juifs d'avoir tiré sur les soldats lors de la prise de la ville, en donnant leurs coordonnées. La commission mise en place pour enquêter sur ces allégations a rapidement constaté qu'elles avaient été fabriquées de toutes pièces. Au cours de la vague de violence qui a duré cinq jours, 500 à 600 personnes ont été tuées.
Certaines villes ont subi des pogroms de plusieurs côtés. C'est le cas de Bila Tserkva, où les Juifs sont la cible de violences commises successivement par l'Armée populaire ukrainienne, puis par les forces de Terpylo, et enfin par les troupes cosaques de l'Armée blanche. Le nombre total de victimes de pogroms à Bila Tserkva entre 1919 et 1920 est estimé à 300-850 personnes.

## Autres pogroms (1920)
La plus grande escalade de la violence antijuive a eu lieu à Tetïïv au printemps 1920. Après un pogrom perpétré par les Blancs l'année précédente, la ville a été le théâtre d'un nouveau massacre, perpétré cette fois par des insurgés ukrainiens antibolcheviques. Le 26 mars 1920, les troupes cosaques se sont dispersées dans la ville et ont commencé à tuer les résidents juifs. Le complexe de la synagogue, où environ 1 500 personnes se cachaient dans le grenier, a été incendié. La plupart d'entre elles sont asphyxiées par la fumée, et celles qui s'échappent par les fenêtres sont tuées. Certains paysans locaux ont participé au pogrom, tuant des Juifs ou les livrant à leurs agresseurs et chargeant les biens volés sur des charrettes. Sur les 7 000 habitants juifs de Tetïïv, 4 000 à 5 000 sont morts, et presque toute la ville a été ruinée,.

## Bilan et conséquences

### Nombre de pogroms

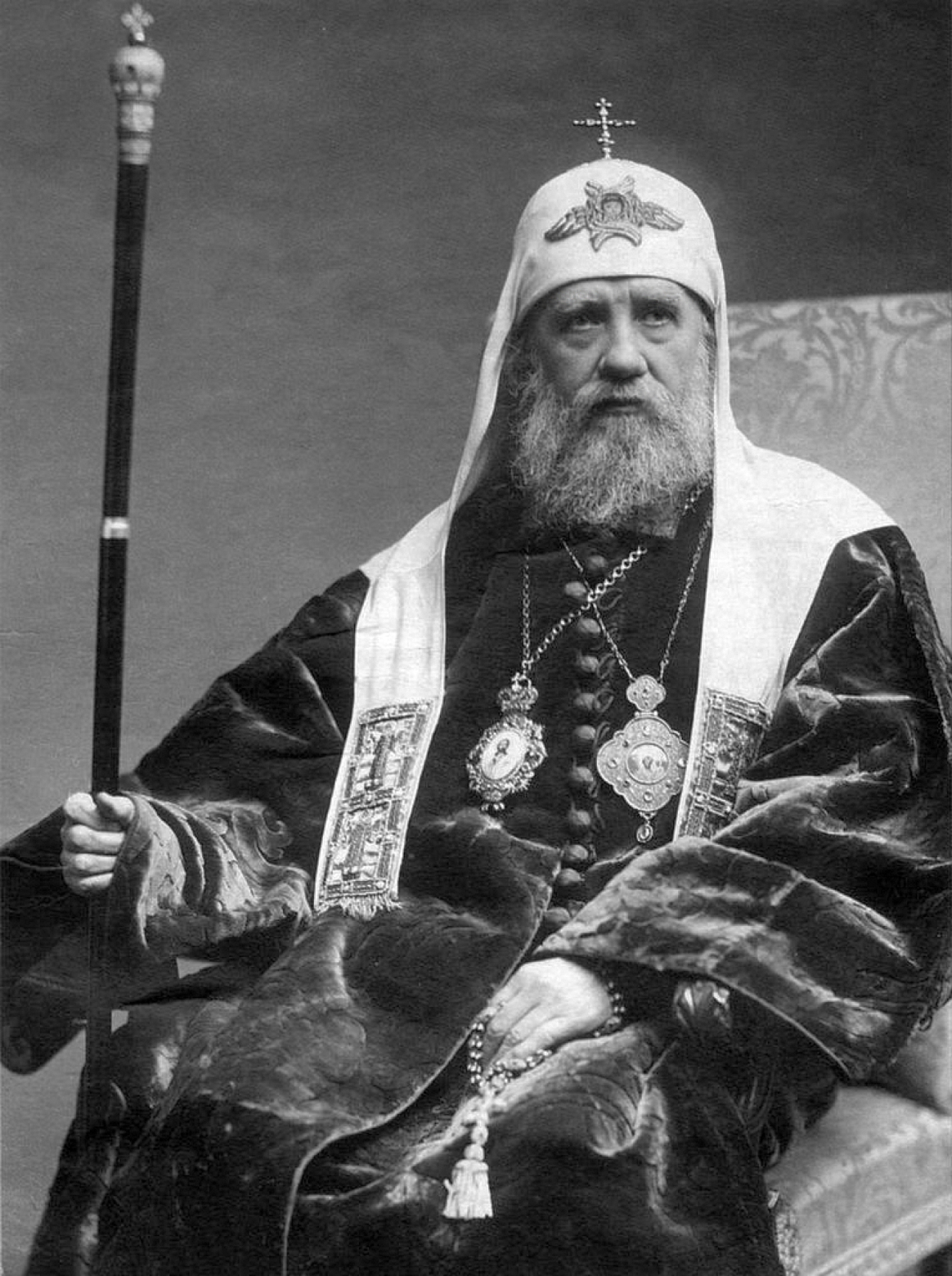
Le patriarche Tikhon de Moscou, chef de l'Église orthodoxe russe, qui a condamné les pogroms du mouvement blanc.

Cependant, les forces armées du sud de la Russie affichaient des préjugés antisémites bien ancrés et s'étaient déjà opposées à l'égalité des droits des minorités établie en 1917. Selon elles, les Juifs sont responsables de la chute du tsarisme et soutiennent le bolchevisme dans son ensemble, et les Protocoles des Sages de Sion sont largement diffusés parmi les forces blanches. L'agence de propagande de la Russie du Sud, sous le commandement de Konstantin Nikolaevich Sokolov (ru), répand des rumeurs sur les Juifs qui tirent depuis les fenêtres des bâtiments sur les soldats en retraite et sur de prétendus régiments juifs. L'antisémitisme des Blancs est soutenu par une partie importante du clergé de l'Église orthodoxe russe, qui voit dans les Juifs un peuple impie voulant prendre le pouvoir sur la "Sainte Russie". En revanche, le patriarche Tikhon de Moscou a condamné sans équivoque les pogroms. Dans une lettre pastorale du 21 juillet 1919, il écrit que les viols de Juifs sont « une honte pour leurs auteurs, une honte pour la Sainte Église ».
Cependant, les unités de cosaques blancs, en particulier les cosaques de Terek, ont été les plus touchées par les massacres perpétrés par l'armée des volontaires. Les pogroms ont été perpétrés principalement à des fins de pillage et sous l'influence de la culpabilisation collective des Juifs pour leur échec au combat.
L'armée des volontaires a contrôlé les terres ukrainiennes entre l'été 1919 et le printemps 1920. Après presque chaque prise de ville par les troupes blanches, un pogrom est perpétré contre ses habitants juifs. La violence s'intensifie particulièrement en automne et en hiver, lors de la retraite de l'Armée blanche.
Selon les estimations de l'historien J.L. Dekel-Chena, il y aurait eu 90 pogroms dans les années 1917-1918. Le chercheur Oleg Budnitskii rapporte qu'entre 1918 et 1920, il y a eu au total 1 500 pogroms en Ukraine, dans plus de 1 300 localités. Selon Milton Kleg, pour la seule année 1919, le nombre de pogroms en Ukraine s'est élevé à 1 326.

### Estimation du nombre de victimes et de leur répartition géographique
| Pogroms avec plus de 100 victimes | Pogroms avec plus de 100 victimes | Pogroms avec plus de 100 victimes |
| Date                              | Lieu                              | Nombre de victimes                |
| --------------------------------- | --------------------------------- | --------------------------------- |
| 1918                              |                                   |                                   |
| 7 mars                            | Hloukhiv                          | 400                               |
| 1919                              |                                   |                                   |
| février– avril                    | Balta                             | 100–120                           |
| 15 février                        | Proskuriv                         | 1500–1600+                        |
| 18 février                        | Skelivka (en)                     | 600                               |
| 22-26 mars                        | Zhytomyr                          | 317                               |
| février-mai                       | Chernobyl                         | 150                               |
| mai                               | Katerynoslav                      | 150                               |
| mai                               | Radomyshl                         | 400–1000                          |
| 10 mai                            | Kryve Ozero                       | 258                               |
| 10-11 mai                         | Trostianets                       | 342–400+                          |
| 12 mai                            | Haïssyn                           | 340                               |
| 12-14 mai                         | Ouman                             | 300–400                           |
| 14 mai                            | Lityn                             | 120                               |
| 15-22 mai                         | Oleksandrivka                     | 211                               |
| 15-17 mai                         | Yelysavethrad                     | 1300–3000                         |
| 18 mai                            | Kodyma                            | 120                               |
| 18-20 mai                         | Oleksandrivka-Fundukliyivka       | 160+                              |
| 16-20 mai                         | Cherkasy                          | 700                               |
| 17 avril                          | Doubove                           | 300–800                           |
| 11 juillet                        | Toultchyn                         | 519                               |
| 11 août                           | Yelysavethrad                     | 1,000                             |
| août                              | Cherkasy                          | 250                               |
| 22 août                           | Pohrebychtche                     | 350–400                           |
| 23-26 septembre                   | Fastov                            | 1300–1800                         |
| 16-20 octobre                     | Kiev                              | 500–600                           |
| 1919-1920                         | Bila Tserkva                      | 300–850                           |
| 1920                              |                                   |                                   |
| 26 mars                           | Tetiïv                            | 4000–5000                         |

Selon Peter Kenez, les pogroms de civils juifs en Ukraine en 1918-1920 ont été le plus grand cas de meurtre de masse contre les Juifs avant l'Holocauste. C'était la première fois dans l'histoire de l'Europe moderne que des forces armées en uniforme assassinaient des civils à une échelle aussi massive.
Selon diverses sources, entre 50 000 et 250 000 personnes sont mortes. Eli Heifetz, président du Comité panukrainien d'aide aux victimes du pogrom, a estimé en 1921, sur la base des données dont il disposait, le nombre de morts à 120 000. Les mêmes conclusions ont été tirées en 1999 par David Vital. Ronald Suny fait état d'une moyenne inférieure de 50 000 morts, mais rapporte une fourchette allant de 35 000 à 150 000 au total. Selon les estimations de Manus Midlarsky et Yitzhak Arad en 2005 et 2009, le nombre de morts s'élève à 150 000. Ces estimations incluent les personnes décédées des suites de leurs blessures, ainsi que les victimes de la faim et des épidémies de maladies infectieuses consécutives aux pogroms. Lidia Miliakova a écrit que 125 000 Juifs ont été tués en Ukraine et 25 000 en Biélorussie. Dans sa monographie, Oleg Budnitskii mentionne 200 000 victimes comme estimation supérieure. Pour sa part, Peter Kenez estime que le nombre de morts s'élève à un quart de million de personnes. Le rapport Whitaker des Nations unies de 1985 cite une fourchette d'estimation de 100 000 à 250 000 morts.
Selon Lidia Miliakova, la majorité (78 %) des pogroms ont eu lieu en Ukraine, tandis que 14 % et 8 % se sont produits respectivement en Biélorussie et en Russie.

### Estimation des autres pertes
Sur la base des rapports partiels de la Croix-Rouge, Eli Heifetz estime que plus d'un million de personnes ont subi des pertes matérielles. Environ 50 000 à 300 000 enfants sont restés orphelins et un demi-million d'habitants ont été chassés de leurs maisons ou sont partis. Selon Z. Gitelman, dans les années 1918-1921, 70 à 80 % de la population juive n'avait pas de revenus réguliers, bien que l'interdiction soviétique du commerce privé ait été une cause partielle de chômage.

### Estimation de la contribution des forces chargées des pogroms
L'écrivain anglo-juif Israel Zangwill a écrit ce qui suit :
C'est en tant que bolcheviks que les Juifs de Russie du Sud ont été massacrés par les armées de Petlyura, bien que les armées de Sokolow les aient massacrés en tant que partisans de Petlyura, les armées de Makhno en tant que capitalistes bourgeois, les armées de Hryhoriv en tant que communistes, et les armées de Dénikine à la fois en tant que bolcheviks, capitalistes et nationalistes ukrainiens. 
Manus Midlarsky et Oleg Budnitskii ont rapporté que, selon des estimations antérieures, l'Armée populaire ukrainienne a causé 54% des pertes, l'Armée blanche 17% et l'Armée rouge 2%. Selon des analyses récentes effectuées après l'ouverture des archives russes, le pourcentage d'homicides aux mains de l'armée des volontaires blancs pourrait même atteindre 50 %. L'encyclopédie YIVO des Juifs d'Europe de l'Est indique que le reste des pogroms (25 %) a été commis par des groupes indépendants, suivis par l'armée blanche (17 %) et les Soviétiques (9 %). L'encyclopédie YIVO donne également une estimation de 38 personnes tuées lors d'un pogrom moyen par les forces ukrainiennes, 25 lors d'un pogrom moyen par les Blancs et 7 lors d'un pogrom moyen par les Rouges,.
L'implication dans les pogroms du mouvement anarchiste Armée révolutionnaire insurrectionnelle ukrainienne, dirigé par Nestor Makhno, n'est toujours pas claire. Les makhnovistes eux-mêmes ont confirmé leur complicité dans un pogrom perpétré par des anarchistes qui ont tué 22 Juifs à Gorkaya, pour lequel les coupables ont été arrêtés, condamnés et exécutés,. Cependant, Boris D. Bogen a rapporté que des anarchistes avaient tué un certain nombre de Juifs à Kazanka. La question de savoir s'ils sont ou non responsables du massacre, en 1918, de 175 à 1 000 habitants des localités juives de Trudoliubovka et Nechaevka, dans le gouvernorat d'Ekaterinoslav, n'est pas tranchée. De nombreux habitants de la ville ont déclaré que le massacre avait été commis par les anarchistes et, dans une lettre datant de 1964, un survivant a écrit que "de nombreuses localités juives ont été massacrées par des bandits appelés Machnovtsi, y compris la nôtre. Mon père, mon mari, mes frères Shmilik, Pinchas et Velvl ont été assassinés".